# Radzieckie okręty podwodne typu M
Okręty podwodne typu M – radzieckie małe okręty podwodne czterech serii VI, VI-bis, XII oraz XV, produkowane od lat 30. XX wieku. Łącznie zbudowano 111 okrętów tego typu. 6 okrętów serii XV znanej także jako projekt 96 w 1955 roku zostało przekazanych Polsce („Ślązak”, „Kaszub”, „Kurp”, „Krakowiak”, „Kujawiak” i „Mazur”).
Podczas II wojny światowej zatonęły 33 okręty tego typu.

## Serie
- VI – w latach 1932–1934 zbudowano 30 okrętów tej serii;
- VI-bis – w latach 1934–1936 zbudowano 19 okrętów tej serii;
- XII – w latach 1936–1941 zbudowano 45 okrętów tej serii;
- XV – pierwszy okręt serii M-XV, M-200 wcielono do służby we flocie radzieckiej w 1943 roku. W czasie II wojny światowej ukończono jeszcze 3 dalsze okręty tej serii, a po wojnie zbudowano ich aż 53 (ogółem zbudowano 57).

Serie VI
Serie VI-bis
Serie XII
Serie XV